# Jules Romains
Jules Romains, född Louis Henri Jean Farigoule 26 augusti 1885 i Saint-Julien-Chapteuil, Haute-Loire, Frankrike, död 14 augusti 1972 i Paris, var en fransk författare och poet och grundare av den litterära rörelsen Unanimism.

## Biografi
Romains föddes i Saint-Julien-Chapteuil i Haute-Loire men flyttade till Paris för att först börja studera vid Lycée Condorcet och sedan det prestigefyllda École normale supérieure. Han stod nära Abbaye de Créteil, en utopisk grupp som grundades 1906 av Charles Vildrac och René Arcos, som samlade bland andra författaren Georges Duhamel, målaren Albert Gleizes och musikern Albert Doyen. Han avlade sin examen i filosofi 1909.
År 1927 undertecknade han ett upprop (som publicerades i tidningen Europe den 15 april) mot lagen om allmän organisation av nationen i krigstid, som skulle upphäva all intellektuell självständighet och all yttrandefrihet. Hans namn på petitionen fanns tillsammans med Lucien Descaves, Louis Guilloux, Henry Poulaille och Séverine samt av de unga Raymond Aron och Jean-Paul Sartre från École Normale Supérieure.
Under andra världskriget gick han i exil först i USA där han talade i radio genom Voice of America och sedan, med början 1941, till Mexiko, där han deltog tillsammans med andra franska flyktingar i grundandet av Institut Français d'Amérique Latine ( IFAL).
Som författare inom många olika ämnen valdes Romain in i Académie française den 4 april 1946 på stol 12 (40). Han tjänstgjorde som president 1936-41 för PEN, den världsomfattande sammanslutning av författare. År 1964 utsågs Romains som hedersmedborgare i Saint-Avertin. Efter hans död i Paris 1972 övertogs hans plats i Académie française av Jean d'Ormesson.

## Författarskap
Jules Romains är ihågkommen idag, bland annat för hans begrepp Unanimism och hans romancykel Les Hommes de bonne volonté, en remarkabel litterär fresk, som skildrar en odyssé över ett kvarts sekel av två vänner, författaren Jallez och politikern Jerphanion.
Uninanismen fanns med redan i hans tidiga lyrik: L'âme des hommes (1904), La vie unanime (1908). I hans romaner är samhället och inte individen huvudperson: framför allt i romanserien Les Hommes de bonne volonté (1932-46). Dess dramatiska centrum är första världskriget; stridsskildringen Verdun (1938, översatt 1939) bildar en höjdpunkt med sitt människomyller, där de enskilda bara är färgfläckar i en väv.